# مهرجان الفلم العربى بسان فرانسيسكو
مهرجان الفيلم العربى بسان فرانسيسكو من تأسيس المعهد العربي للسينما والإعلام عام 1996م ويهدف لتغير الصورة النمطية للعرب .